# Махон хамикдаш
31° 46′ 31.73″ N 35° 13′ 59.16″ E / 31.7754806° С; 35.2331000° И
Махон хамикдаш или у преводу са хебрејског Институт Храм (хебр. מכון המקדש) израелски је институт са седиштем у Јерусалиму који се бави историјатом некадашњих јерсулимских храмова, а разрађује и теорије о поновној градњи новог Трећег храма. Трећи храм би требало да буде изграђен на локалитету Храмовна гора, на месту где су се налазила претходна два храма, а где данас стоји Купола на стени, треће најсветије исламско место (после Меке и Медине). 
Зграда института се налази у старом делу Јерусалима, непосредно уз Зид плача, а у оквиру Института налази се и велика реплика меноре. Институт заступа ставове ортодоксног јудаизма.

## Галерија
- Модел оф тхе Менорах поред куће Института Храма
- Менора трг и поред аспекта Темпле Моунт Темпле Института